# Nickelallergi
Nickelallergi är en kontaktallergi som orsakas av nickel. Huden får röda prickar som ser ut som akne men är lite större och som kliar och är enligt vissa människor obehagliga.
Örhängen, armband, skärpspännen, armbandsur och smycken innehåller ofta nickel, och långvarigt bruk kan skapa nickelallergi. Håltagning i öronen och andra kroppsdelar ("piercing") är särskilt riskabelt. Av denna anledning saluförs numera ofta garanterat nickelfria bijouterier.
Även nickelfria guldsmycken kan ge likartade reaktioner och då kan det handla om guldallergi.
Även mynt tillverkade av nickelhaltiga legeringar kan ge problem hos känsliga personer.
Det som händer när man får en allergisk reaktion mot en metall, bland annat nickel, är att nickelatomerna reagerar med molekylerna på hudcellernas yta, vilket resulterar i att molekylerna förändras en aning. Då känner kroppens immunförsvar inte längre igen sina egna celler och försöker bryta ned dem. Detta resulterar i kliande sårskorpor.
En gång förvärvad nickelallergi går ej att bota, och enda hjälpen är att försöka undvika kontakt med nickel.